# Friedrich Wilhelm von Schindel
Friedrich Wilhelm von Schindel (3. marts 1690 – 13. april 1755) var en dansk officer, der steg til generalmajor og kommandant for Fladstrand.
I første ægteskab var han gift med Anna Ulfeldt (død 1744) og far til Conrad von Schindel. Andet ægteskab indgik han 1748 med Anna Dorothea Wildenrath.